# Pogonopygia nigralbata
Pogonopygia nigralbata är en fjärilsart som beskrevs av W. Warren 1894. Pogonopygia nigralbata ingår i släktet Pogonopygia och familjen mätare. Inga underarter finns listade i Catalogue of Life.

## Bildgalleri

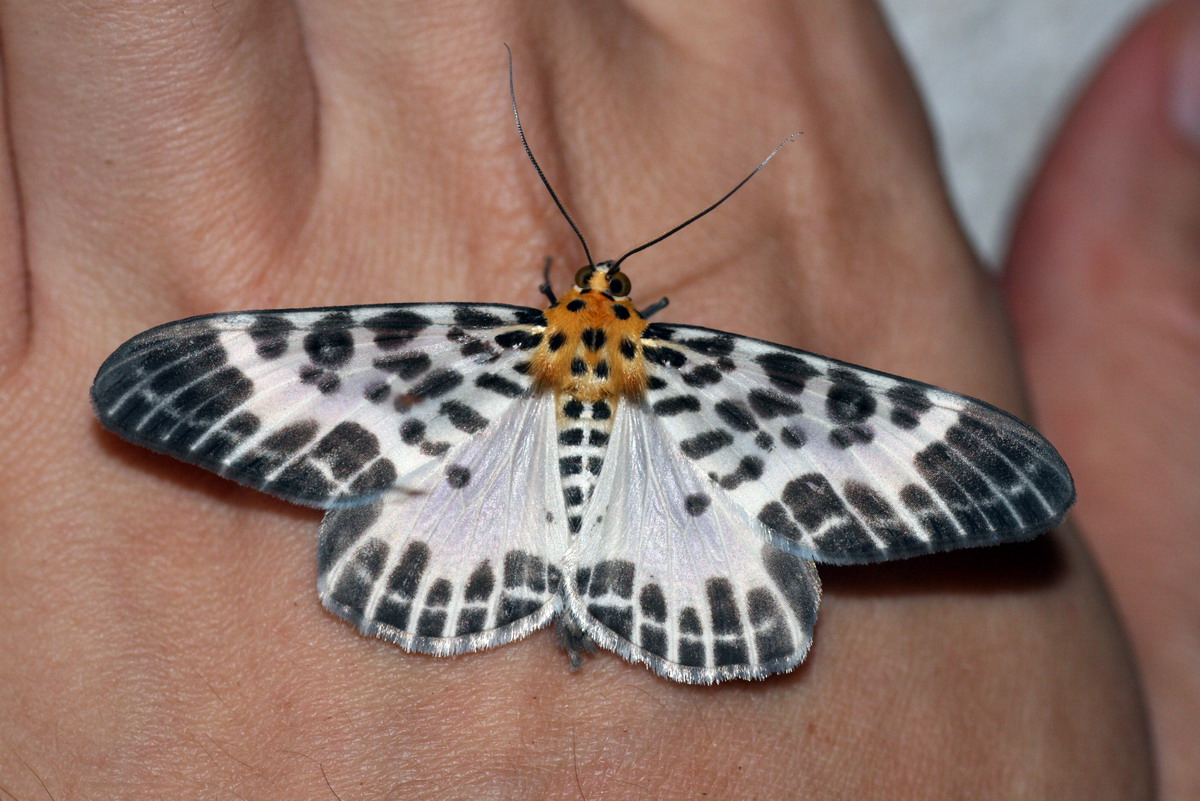